# ريوتا هونجو
ريوتا هونجو (باليابانية: 本庄 竜大) (مواليد 11 مايو 1999) هو لاعب كرة قدم ياباني.

## وصلات خارجية
- ريوتا هونجو على موقع رابطة كرة القدم اليابانية للمحترفين (اليابانية)
- ريوتا هونجو على موقع قاعدة بيانات كرة القدم.إي يو (الإنجليزية)
- ريوتا هونجو على موقع Soccerway.com (الإنجليزية)
- ريوتا هونجو على موقع عالم كرة القدم.نت (الإنجليزية)